# Jürgen Mayer (Moderator)
Jürgen Mayer (* 1964 in Bad Kreuznach) ist ein deutscher Hörfunk-Moderator, Journalist und Buchautor.

## Leben
Nach Abitur und Zivildienst volontierte Mayer bei der Allgemeinen Zeitung in Mainz und arbeitete im Anschluss zwei Jahre als Lokalredakteur für die Idsteiner Ausgabe des Wiesbadener Tagblatts. Er wechselte danach als fester, freier Mitarbeiter des damaligen Südwestfunk (SWF) ins Landesstudio nach Mainz, wo er als Reporter und Moderator für die Wellen SWF1 und SWF4 arbeitete.
Ab April 1995 moderierte er im neuen WDR-Radiosender 1 Live die Sendungen „Frühreif“ und „Sonderbar“. Ende 2000 wechselte er zu WDR 2. Dort moderierte er viele Jahre lang die Sendungen „Morgenmagazin“ und „Zwei am Sonntag“. Er präsentierte zusammen mit Steffi Neu seit 2011 das Open-Air-Konzert bei „WDR 2 für eine Stadt“, der größten öffentlichen Veranstaltung des WDRs. Im Vorfeld betreute er wie Steffi Neu und Uwe Schulz die Endausscheidungs-Veranstaltungen in den Bewerberstädten. Im Jahr 2000 übernahm er die Moderation der Events auf der Hauptbühne des Open-Air-Festivals Rock am Ring. Von Juli 2016 an moderierte er bei WDR 2 einmal im Monat jeweils von Sonntag bis Sonntag die Sendestrecke am Vormittag, ab 2017 nur noch von Montag bis Freitag. Im April 2020 wechselte Jürgen Mayer zu WDR 4, wo er nun hauptsächlich jede zweite Woche montags bis freitags von 6 bis 10 Uhr die Sendung "Mein Morgen" gemeinsam mit Cathrin Brackmann moderiert.
Mayer reiste im August 2009 und August 2010 als Reporter für die WDR-2-Aktion „Herr Mayer ermittelt“ durch ganz Deutschland, um Aufgaben der Hörer live auf dem Sender zu recherchieren. Auch nach seinem Wechsel zu WDR 4 ist er sonntags auf WDR 2 mit einem von ihm erstellten "Tatort-Check" zu hören, in dem er den am Abend erstmals ausgestrahlten "Tatort"-Film vorab bewertet. Dieser Beitrag wird im Laufe des Tages mehrfach ausgestrahlt.
Im April 2002 zog Mayer nach Mallorca, um von dort aus als freier Spanien-Korrespondent für verschiedene ARD-Sender zu berichten. Außerdem moderiert er bei Mallorca 95,8 Das Inselradio sowie Bühnenshows mit zahlreichen internationalen Gästen. Gemeinsam mit seiner Frau Christina präsentiert er seit 2004 seine eigene Show „Mayers & Friends – Die Sonntagsshow“. Im März 2015 erschien sein erstes Buch über die Balearen-Insel.
Für das Radioprogramm SWR 4 Rheinland-Pfalz schreibt und produziert Mayer seit 1992 die Comedy-Figur „Der Friseur“, die damit zu den langlebigsten Comedy-Figuren im deutschen Radio zählt.

## Werke
- Jürgen Mayer: Mallorca für die Hosentasche: Was Reiseführer verschweigen. Fischer Taschenbuch, 2. Auflage, Frankfurt/M. 2015, ISBN 978-3596520572, 256 S.
- Jürgen Mayer: Endlich ist wieder Mallorca. Eden Books – Ein Verlag der Edel Germany GmbH; 1. Edition (7. Mai 2021), ISBN 978-3959102605, 256 S.